# Lucaswolde
Lucaswolde (Gronings: Luukswold of Luukswolle) is een streekdorp in de provincie Groningen (in Nederland). Het dorp ligt in het zuidelijk deel van de gemeente Westerkwartier. De streek ligt tussen het dorp Marum en Boerakker. Het heeft ongeveer 195 inwoners.
Dit deel van het Westerkwartier bestond uit wildland, het was in eigendom bij de boeren van Marum, Niebert en Nuis. Er was wat verspreide bebouwing, welke alleen vanaf Noordwijk bereikbaar was. Dat bleef zo tot ver in de negentiende eeuw. Pas in 1878 werd een zandpad aangelegd naar Boerakker.
In de middeleeuwen had het dorp een eigen dorpskerk, daterend uit de twaalfde of dertiende eeuw, die rond 1540 in verval raakte. In 1596 woonde er niemand meer. De parochie werd samengevoegd met Noordwijk, maar de landerijen van kerk en pastorie bleven eigen beheerders houden. Het kerkhof bestond nog in de 19e eeuw. Nu is dit een boerenerf (Hooiweg 11).
In 1528 kochten de dominicanessen van Oosterreide hier land. De Susteren van Reyde zochten vanwege de overstromingen in het Dollardgebied een nieuwe woonplaats en lieten in Lucaswolde een voorwerk of uythof bouwen, dat nog in 1539 bestond.
Even ten zuiden van de streek, aan het Dwarsdiep ligt een natuurgebied in de polder de Oude Riet. Vooral voor vogelaars is dat een geliefd oord.